# جامع القرافة
مسجد أو جامع القرافة، كان ثاني مسجد كبير بنته سلالة الفاطميين في عاصمتهم الجديدة القاهرة بعد غزو مصر في عام 969. وكان يقع في القرافة، والتي كانت المقبرة الكبرى في القاهرة والفسطاط.

## تاريخه ووصفه
تم بناء المسجد في عام 976 بأمر السيدة المعزية -المعروفة أيضًا باسم (درزان)- والدة الخليفة العزيز وقد احتل موقع المسجد القديم للقبة، وبحسب ما يبدو كان كبيرًا جدًا.  يقول المؤرخ المقريزي إنه كان أحد أجمل المباني في عصره. وقد وصف جوناتان بلوم تصميمًا محتملاً في كتابه "مسجد القرافة"، وقال أنه كان للمسجد ممر مركزي، أوسع من غيره وسقفه أعلى، يؤدي إلى قبة فوق المساحات أمام المحراب. وكان هذا مشابهًا لمسجدي الأزهر والحاكم بأمر الله.
كان الفناء يوفر مكانًا يجتمع فيه نخبة القاهرة في أمسيات الجمعة في الصيف، وكان جزء القبلة المغطى من المسجد يمنحهم مكانًا للقاء في الطقس البارد.  كانت تُقام المهرجانات الحكومية في المسجد حيث يتم توزيع الطعام على جميع طبقات الناس.  ووفقًا لابن الزيات، كان مسجدًا مقدسًا بشكل خاص، حيث كان الناس يلجأون إليه في أوقات الشدة.  وعندما نشب حريق كبير في معظم الفسطاط عام 1168، دُمر المسجد تقريبًا بالكامل، ولم يبقَ سوى محرابه الأخضر. أعيد بناؤه لاحقًا باسم جامع الأولياء، ولكن لم يُستخدم كثيرًا بعد أن أصبحت القرافة خالية من السكان بعد أزمة عام 1403. 

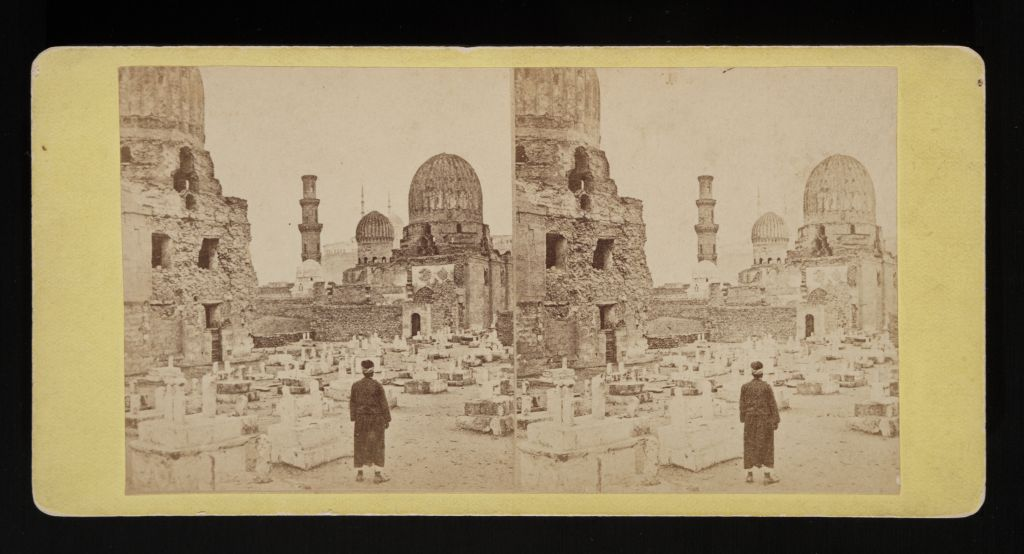
قبور المماليك قديما